# Lina Braake fait sauter la banque
Pour plus de détails, voir Fiche technique et Distribution.
Lina Braake fait sauter la banque (Lina Braake oder Die Interessen der Bank können nicht die Interessen sein, die Lina Braake hat) est un film allemand réalisé par Bernhard Sinkel, sorti en 1975.

## Synopsis
Une banque réquisitionne la maison de Lina Braake après la mort de son propriétaire et elle est placée en maison de retraite.

## Fiche technique
- Titre : Lina Braake fait sauter la banque
- Titre original : Lina Braake oder Die Interessen der Bank können nicht die Interessen sein, die Lina Braake hat
- Réalisation : Bernhard Sinkel
- Scénario : Bernhard Sinkel
- Musique : Joe Haider
- Photographie : Alf Brustellin
- Montage : Heidi Genée
- Production : Peter Märthesheimer et Bernhard Sinkel
- Société de production : Bernhard Sinkel Filmproduktion et Westdeutscher Rundfunk
- Pays de production :  Allemagne de l'Ouest
- Genre : Comédie
- Durée : 85 minutes
- Date de sortie : 
  - Allemagne de l'Ouest : 11 juillet 1975

## Distribution
- Lina Carstens : Lina Braake
- Fritz Rasp : Gustaf Haertlein
- Herbert Bötticher : Johannes Koerner
- Ellen Mahlke : Scholz
- Benno Hoffmann : Jawlonski
- Rainer Basedow : Fink
- Erica Schramm : Lene Schoener
- Walter Sedlmayr : Emil Schoener
- Oskar von Schab : Duerr
- Gustl Datz : Gruber
- Ellen Frank : Mangold
- Wilfried Klaus : Wenzel
- Teseo Tavernese : Ettore Falconi

## Distinctions
Le film a été présenté en sélection officielle dans la section Forum du festival de Berlin 1975 et a remporté le prix Interfilm et une mention spéciale dans le cadre du prix OCIC.
Il a été nommé pour 2 Deutscher Filmpreis qu'il a remporté : Meilleur film et Meilleure actrice pour Lina Carstens.